# Fender Contemporary Stratocaster Japan
As guitarras elétricas Fender Contemporary Stratocaster foram produzidas pela Fender Japan nos anos 80.

## Características gerais
- Braço padrão “D” com raio de 12".
- Tensor ajustável "BiFlex" no topo do braço.
- Ajuste fino Microtilt do ângulo do braço.
- Alguns modelos possuem string trees.
- Alguns modelos possuem chave coil split.
- 22 trastes medium jumbo.
- Tarraxas Fender Roto-matic, e chapa com 4 parafusos no braço.
- Escudo com 11 parafusos. Alguns modelos não possuem escudo.
- Trava de cordas.
- Sistema de ponte Fender Schaller System I, System II, e System III. Algumas tem instalada a Kahler 2500/2520.
- Várias combinações de captadores single coil e/ou humbucking nos diversos modelos.
- Comprimento da escala 25.5", exceto pelo modelo 27-5500 que possui escala de 24.75".
- Alguns modelos apresentam braços e/ou headstocks pintados de preto.

## Modelos
- 27-5700: 2 captadores single coil e 1 humbucking, chave seletora de 5 posições, coil splitter, 1 volume, 1 TBX, ponte System III, escala em rosewood, comprimento da escala de 25.5", jack na lateral do corpo.
- 27-5800: 2 captadores humbucking, chave seletora de 3 posições, coil splitter, 1 volume, 1 TBX, ponte System III, escala em rosewood, comprimento da escala 25.5", jack na lateral do corpo.
- 27-4100: 2 captadores single coil e 1 humbucking, chave seletora de 5 posições, coil splitter, 1 volume, 1 TBX, ponte System II, escala em rosewood, comprimento da escala 25.5", jack na lateral do corpo.
- 27-4200: 2 captadores humbucking, chave seletora de 3 posições, 1 volume, 1 tone, ponte System I, escala em rosewood, comprimento da escala 25.5", jack na lateral do corpo.
- 27-4300: 3 captadores single coil, chave seletora de 5 posições, 1 volume, 2 tones, ponte System I, escala em rosewood, comprimento da escala 25.5", jack no top do corpo.
- 27-4302: 3 captadores single coil, chave seletora de 5 posições, 1 volume, 2 tones, ponte System I, escala em maple, comprimento da escala 25.5", jack no top do corpo.
- 27-4400: 1 captador humbucking, 1 volume, ponte System I, escala em rosewood, comprimento da escala 25.5", jack na lateral do corpo.
- 27-5000: 2 captadores humbucking, chave seletora de 3 posições, coil splitter, 1 volume, 1 TBX, ponte System I, escala em rosewood, comprimento da escala 25.5", jack na lateral do corpo.
- 27-5500: 2 captadores humbucking, chave seletora de 3 posições, coil splitter, 1 volume, 1 TBX, ponte System I, escala em rosewood, comprimento da escala 24.75", jack na lateral do corpo.
- 27-5400: 2 captadores humbucking, chave seletora de 3 posições, coil splitter, 1 volume, 1 TBX, ponte System I, escala em rosewood, comprimento da escala 25.5", jack na lateral do corpo.
- Desconhecido: Há ainda um modelo desconhecido apresentando 2 captadores single coil e 1 humbucking, chave seletora de 5 posições, 1 volume, 1 TBX, System I tremolo, escala em rosewood, comprimento de escala de 25.5", jack na lateral do corpo.

## História
Os modelos Fender Contemporary foram os primeiros modelos japoneses da Fender Japan que foram exportados como Fender Stratocasters e Telecasters. Os modelos exportados do Japão pela Fender Japan anteriormente eram todos Fender Squier. Os modelos Fender Contemporary foram manufaturados de 1984 a 1987 pela FujiGen Gakki e essas Stratocasters foram designadas para serem Superstrats (Super Strat) com captadores humbucking e pontes estilo Floyd Rose feitas pela Schaller. Havia um modelo Fender Contemporary de baixo custo da Squier produzido também. Os modelos Fender Contemporary Stratocaster e Telecaster fizeram parte da série E da Fender Japan.
Quando a CBS vendeu a Fender para os seus atuais donos em 1984 houve um período de transição de 1984 a 1987 com produção limitada da Fender USA, resultando na maioria das Fender Japan e do estoque da época vendidos. Há também modelos de Telecaster Fender Contemporary com configuração de captadores HSS ou HH, e chaves para selecionar opções de captadores. Os modelos Telecaster Fender Contemporary utilizavam os mesmos sistemas de ponte das Fender Contemporary Stratocaster. Black Francis utilizou uma Telecaster Fender Contemporary na Pixies.
Houve também Stratocasters e Telecasters Fender Contemporary USA, que eram totalmente diferentes dos modelos originais japoneses em termos de recursos e construção. Esses modelos americanos de vida curta foram feitos pela Fender Custom Shop no meio dos anos 90.

## Informações técnicas

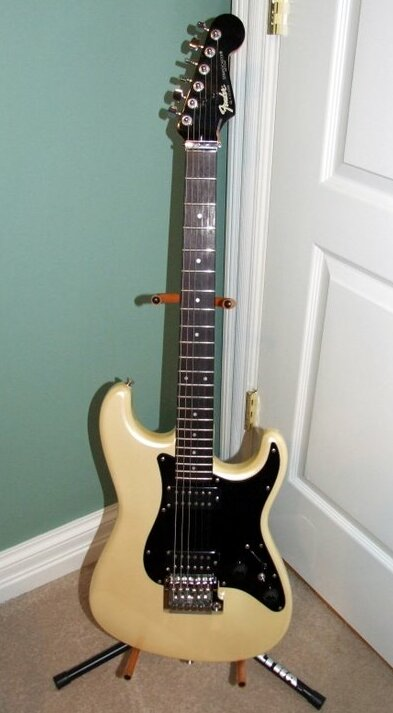
Stratocaster Fender Contemporary 1985 com ponte System III e captadores Humbucking

A altura das cordas na ponte System I é definida por pivôs de parafuso e não oferece ajuste individual de cordas mas possui entonação individual das cordas, que são muito parecidas com a ponte Gibson Tune-o-matic em termos de entonação e ajuste de altura das cordas.
A ponte System I utiliza um mecanismo de trava atrás do nut.
As pontes System II e System III possuem ajuste individual da altura das cordas e ajuste individual de entonação das cordas.
As pontes II e III utilizam um nut com trava de altura ajustável.
A ponte System II foi desenvolvida por John Page, Chip Todd e Charlie Gressett.
A ponte System III foi desenvolvida por John Page, Dan Smith, Charlie Gressett e John Carruthers.
As pontes System I, II e III foram manufaturadas na Alemanha pela Schaller.
Às vezes partes do sstema da ponte são perdidas e uma modificação comum é fazer a ponte funcionar como uma hardtail, travando a ponte em uma posição fixa e instalanaod uma string tree para a primeira e a segunda cordas para que as mesmas não escorreguem pra fora dos rasgos do nut.
A ponte System 1 pode ser substituída por uma ponte Floyd Rose licensed.
O espaçamento um pouco mais largo dos pivôs da ponte System 1 exige um design de ponte Floyd Rose licenced com um corte de pivô que se estende à borda da ponte, permitindo a ponte Floyd Rose licensed montar nos pivôs da ponte System 1. Alguns designs da ponte Floyd Rose possuem dois cortes de pivô que são limitados à largura dos parafusos do pivô, e essas não vão caber no espaçamento dos pivôs da System 1.
Os captadores utilizados nos modelos Contemporary eram fabricados pela Fujigen. Todos os captadores utilizados nos modelos Contemporary possuem magnetos em alnico ao invés de cerâmicos. Os captadores humbucking utilizados nos modelos Contemporary possuem uma resistência DC que é aproximadamente 7.6 kilohms. Os captadores single coil utilizados nos modelos Contemporary possuem uma resistência DC que é aproximadamente de 5.6 kΩ. Os modelos Contemporary que utilizam um controle de tone TBX possuem pots de volume de 500 kΩ e utilizam capacitores de tone de 0.022 µF.

## Números de série
As primeiras Fender Japan série E com números de série de 1984-1987 seguem o formato das Fender USA de E = eighties (anos oitenta) e o primeiro dígito do número representando o ano.
Por exemplo, E6XXXXX = 1986.
A maioria dos números de série da Fender Japan não segue esse formato.
O formato do número de série das Fender USA foi utilizado nas séries E da Fender Japan por causa da maioria delas ter sido exportada para os USA enquanto a Fender estava passando por um éríodo de transição.